# Рейнфелс (замък)
Рейнфелс (на немски: Rheinfels) е разрушен замък, от който са останали руини, намиращ се в Санкт Гоар, Германия. Той е разположен така, че гледа към река Рейн. Започнат през 1245 г. от град Дийтър V от Катценелнбоген и е унищожен от френската Революционна армия през 1797. Той е най-големият замък в близост до Рейн и при в миналото е покривал пет пъти по-голяма площ от сегашната си.
Докато по-голяма част от замъка е руини, някои от външните сгради са луксозни хотели и ресторанти. Има също и музей в някои от по-добре запазените здания.